# David Salle
David Salle (Norman, Oklahoma, 1952) es un pintor estadounidense. Se le ha adscrito a diversas tendencias del arte postmoderno norteamericano, como el Neoexpresionismo, el Simulacionismo, el Bad painting o la New Image Painting.

## Biografía
Salle estudió en el California Institute of the Arts, donde fue alumno de John Baldessari; aquí empezó a utilizar en su pintura técnicas cinematográficas como el montaje y la pantalla dividida. Tras terminar sus estudios, se trasladó a Nueva York, donde vive y trabaja, y donde ha cosechado un enorme éxito de crítica y público.
Uno de sus primeros trabajos, en una revista pornográfica, supondrá una de sus más recurrentes fuentes de inspiración, el erotismo, imágenes de mujeres desnudas tratadas de forma realista, sin pudor. Tras algunas instalaciones y performances, hacia 1979 se decanta por unas pinturas realizadas a partir de imágenes superpuestas, mezclando técnicas y estilos: Salle utiliza indistintamente la imagen, el vídeo, el cine, el diseño y la moda; se nutre por igual del arte clásico (artistas barrocos como Velázquez y Bernini, románticos como Géricault, impresionistas como Cézanne, expresionistas como Solana, surrealistas como Magritte y Giacometti), como del contemporáneo, en especial del pop-art, recibiendo sobre todo la influencia de Jasper Johns y Robert Rauschenberg, así como la de europeos como Sigmar Polke. Asimismo, muchos aspectos compositivos de Salle recuerdan a la obra de Francis Picabia que desarrolló en los años 40.
La característica principal del estilo de Salle es la yuxtaposición de imágenes, una superposición desorganizada e incoherente de imágenes provenientes tanto de la Historia del Arte como del diseño, la publicidad, los medios de comunicación, el cómic, la cultura popular, etc. Suele recurrir en sus imágenes a la inserción de texto o signos de variada procedencia, recordando frecuentemente el grafiti. Sus imágenes tienen un cierto aire ingenuo, torpe, están expresamente mal pintadas, con fallos de composición y estructura; pero es parte del proyecto de Salle, dar una visión de conjunto a través de la superposición de imágenes, reflejo de un estilo artístico irónico y autocrítico.
Salle utiliza cuadros de gran tamaño, recurriendo a menudo al formato en dípticos y trípticos. A menudo crea una disposición teatral en la situación de los motivos, la ambientación y la iluminación de las escenas. Suele emplear técnicas mixtas con objetos tridimensionales, como mesas, telas estampadas y botellas. Su producción incluye asimismo escultura, cine (la película Search and Destroy) y decorados para los ballets de inspiración punk coreografiados por Karole Armitrage.

## Obra de Salle en museos y galerías
- Solomon R. Guggenheim Museum, New York.
- Museum of Modern Art, New York.
- National Gallery of Australia, Canberra.
- Broad Art Foundation.
- Fred Jones Jr. Museum of Art, University of Oklahoma.
- Museo di arte moderna e contemporanea di Trento e Rovereto.
- Museum of Contemporary Art, Chicago.
- Museum of Contemporary Art, Los Ángeles.
- Portland Art Museum, Oregón.
- Seavest Collection of Contemporary American Realism.
- Tate Gallery, Londres.
- Whitney Museum of American Art, New York.